# Plagithmysus kohalae
Plagithmysus kohalae là một loài bọ cánh cứng trong họ Cerambycidae.